# Юнионистское движение
Юнионистское движение (англ. Union Movement) — британская политическая партия, основанная бывшим лидером Британского союза фашистов сэром Освальдом Мосли. Мосли организовал партию в 1948 году, объединив более 50 группировок националистического, антисемитского и профашистского толка. В созданное движение вошли также его бывшие соратники по Британскому союзу фашистов.
Партия выступала за объединение западноевропейских стран и резкую милитаризацию Великобритании, что, по мнению Мосли, было необходимо для сдерживания СССР. Мосли считал, что следует выслать из Британии всех иммигрантов и критиковал результаты Нюрнбергского трибунала. В 1959 году Мосли участвовал в парламентских выборах, однако с результатом в 8,1 % голосов ему не удалось стать членом Палаты общин. В ходе предвыборной кампании Мосли активно эксплуатировал тему иммиграции, рассказывая различные истории о криминальной деятельности и сексуальных отклонениях у чернокожих. В 1966 году результат на выборах был ещё ниже, и Мосли потерял интерес к политике. В дальнейшем происходила маргинализация партии, которая постепенно теряла влияние. К 1990-м годам её деятельность свелась к минимуму.